# Teucholabis (Euparatropesa) martinezi
Teucholabis (Euparatropesa) martinezi is een tweevleugelige uit de familie steltmuggen (Limoniidae). De soort komt voor in het Neotropisch gebied.